# Amphoe Mae Sariang

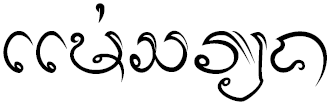
„Mae Sariang“ in Lanna-Schrift

Amphoe Mae Sariang (in Thai อำเภอแม่สะเรียง) ist ein Landkreis (Amphoe – Verwaltungs-Distrikt) entlang des Yuam-Flusses im Westen der Provinz Mae Hong Son. Die Provinz Mae Hong Son liegt in der Nordregion von Thailand. Die Kreishauptstadt heißt ebenfalls Mae Sariang.
Sowohl die Architektur als auch der große Anteil von birmanischen Muslimen erinnern an die Nähe zu Myanmar.

## Geographie
Die Umgebung von Mae Sariang ist sehr bergig und von dichtem Wald bestanden. Daher ist sie ein beliebtes Ziel für Flüchtlinge aus Myanmar.
Benachbarte Bezirke (von Norden im Uhrzeigersinn): Amphoe Mae La Noi der Provinz Mae Hong Son, die Amphoe Mae Chaem und Hot der Provinz Chiang Mai, Amphoe Sop Moei wiederum in der Provinz Mae Hong Son sowie der Kayin-Staat und der Kayah-Staat von Myanmar.
Der Salawin Nationalpark liegt ebenfalls in diesem Landkreis.
Der wichtigste Fluss von Mae Sariang ist der Yuam, ein Teil der Grenze mit Myanmar wird durch den Saluen (auch Salween, Thai: Salawin, แม่น้ำสาละวิน) gebildet.

## Geschichte
Im Jahr 1900 wurde die Verwaltung dieses Gebiets formell als ein Landkreis (Amphoe) der Provinz Mae Hong Son festgesetzt. Sein ursprünglicher Name lautete Mueang Yuam (เมืองยวม), er wurde aber 1917 in Mae Sariang geändert.

## Verwaltung

### Provinzverwaltung
Der Landkreis Mae Sariang ist in sieben Tambon („Unterbezirke“ oder „Gemeinden“) eingeteilt, die sich weiter in 77 Muban („Dörfer“) unterteilen.
| Nr. | Name        | Thai     | Muban | Einw.  |
| --- | ----------- | -------- | ----- | ------ |
| 01. | Ban Kat     | บ้านกาศ   | 13    | 11.379 |
| 02. | Mae Sariang | แม่สะเรียง | 09    | 09.810 |
| 03. | Mae Khong   | แม่คง     | 11    | 04.333 |
| 04. | Mae Ho      | แม่เหาะ   | 13    | 07.916 |
| 05. | Mae Yuam    | แม่ยวม    | 13    | 09.415 |
| 06. | Sao Hin     | เสาหิน    | 06    | 02.780 |
| 08. | Pa Pae      | ป่าแป๋     | 12    | 05.831 |

### Lokalverwaltung
Es gibt drei Kommunen mit „Kleinstadt“-Status (Thesaban Tambon) im Landkreis:
- Mueang Yuam Tai (Thai: เทศบาลตำบลเมืองยวมใต้) bestehend aus Teilen des Tambon Mae Sariang.
- Mae Yuam (Thai: เทศบาลตำบลแม่ยวม) bestehend aus dem kompletten Tambon Mae Yuam.
- Mae Sariang (Thai: เทศบาลตำบลแม่สะเรียง) bestehend aus den Teilen der Tambon Ban Kat, Mae Sariang.

Außerdem gibt es fünf „Tambon-Verwaltungsorganisationen“ (องค์การบริหารส่วนตำบล – Tambon Administrative Organizations, TAO)
- Ban Kat (Thai: องค์การบริหารส่วนตำบลบ้านกาศ) bestehend aus Teilen des Tambon Ban Kat.
- Mae Khong (Thai: องค์การบริหารส่วนตำบลแม่คง) bestehend aus dem kompletten Tambon Mae Khong.
- Mae Ho (Thai: องค์การบริหารส่วนตำบลแม่เหาะ) bestehend aus dem kompletten Tambon Mae Ho.
- Sao Hin (Thai: องค์การบริหารส่วนตำบลเสาหิน) bestehend aus dem kompletten Tambon Sao Hin.
- Pa Pae (Thai: องค์การบริหารส่วนตำบลป่าแป๋) bestehend aus dem kompletten Tambon Pa Pae.